# NGC 1050
NGC 1050 је спирална галаксија у сазвежђу Персеј која се налази на NGC листи објеката дубоког неба.
Деклинација објекта је + 34° 45' 51" а ректасцензија 2h 42m 35,6s. Привидна величина (магнитуда) објекта NGC 1050 износи 12,6 а фотографска магнитуда 13,5. NGC 1050 је још познат и под ознакама UGC 2178, MCG 6-6-78, CGCG 523-92, IRAS 02395+3433, KUG 0239+345, KARA 116, CGCG 524-1, PGC 10257.